# 越代のサクラ
越代のサクラ（こしだいのサクラ）は、福島県石川郡古殿町大字大久田字越代にある一本桜。樹齢400年以上のヤマザクラの中ではかなり長寿の大木である。県内では最も遅咲きの桜である。
1996年(平成8年)3月22日には、県の天然記念物にも指定されている。また、屋久島のスギなどとならび、2000年（平成12年）には、林野庁「森の巨人たち百選」に選定された。

## 特徴
越代の桜は、県の天然記念物の指定や林野庁「森の巨人たち百選」に選定されている名木。サクラの名木のほとんどはエドヒガンであるが、越代のサクラはヤマザクラである。
樹高は約20メートル、幹周722cm。樹齢400年以上とされている。
越代の桜は標高が約560ｍの場所にあるため、花の開花はやや遅く、4月下旬から5月上旬に見ごろをむかえる。近年は暖冬の影響で開花が早まっている。開花に合わせ、地元の地域おこしの方々による「越代のサクラ祭」が催される。開花期間は夜になるとライトアップされ、夜桜見物もできる。

## 沿革
- 1996年(平成8年)3月22日 -県の天然記念物にも指定された。
- 2000年(平成12年）-林野庁「森の巨人たち百選」に選定された。
- 2016年(平成28年)1月1日 -東日本大震災復興支援として、東北六県の桜の名所八十八ヵ所を選定した桜めぐりプロジェクト『東北・夢の桜街道』の六番札所に登録された。本プロジェクトは現在、東北・夢の桜街道運動のレガシー事業として『日本夢の桜街道』を創設を予定しており、「桜の札所」の候補先を推薦公募中である[4]。
- 2020年(令和2年) -第20回 2020年「福島県内1本桜番付表」から東の新横綱に昇進された[5]。

## アクセス
所在地
- 福島県石川郡古殿町大字大久田字越代地内の福島県道135号三株下市萱小川線沿い[1]

交通機関
- JR水郡線「磐城石川駅」より車で50分[1]
- バス - 福島交通バス大久田行き「有実」停留所下車、徒歩25分[1]
- 車 - あぶくま高原道路玉川IC,常磐自動車道いわき湯本ICより約50分[6][4]